# Cầu Thiên niên kỷ thứ Ba John Paul II
Cầu Thiên niên kỷ thứ ba John Paul II là một dây văng cầu đường mà kéo dài Martwa Wisła sông ở Gdańsk, Ba Lan. 

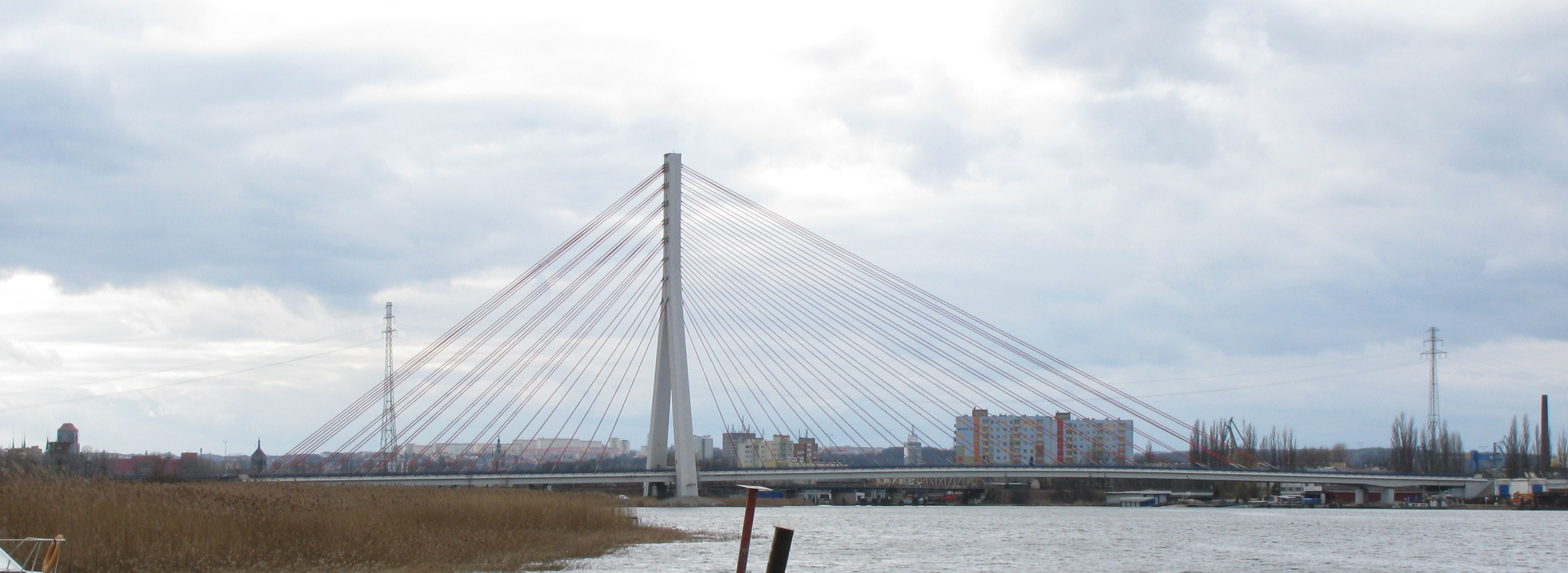
Cầu thiên niên kỷ thứ ba John Paul II ở Gdańsk

Cây cầu tạo thành một hình chữ nhật ngược Y Y-hình với một tháp cao 100 mét. Đây là cây cầu dây văng dài nhất ở Ba Lan được hỗ trợ bởi một trụ tháp duy nhất.
Cây cầu nối Cảng Bắc Gdańsk với mạng lưới đường bộ quốc gia và là phần đầu tiên của con đường đi qua trong tương lai của thành phố Gdańsk.